# Nepričava
Nepričava (en serbe cyrillique : Непричава) est un village de Serbie situé dans la municipalité de Lajkovac, district de Kolubara. Au recensement de 2011, il comptait 604 habitants.

## Démographie
| 1948 | 1953 | 1961 | 1971 | 1981 | 1991 | 2002 | 2011 |
| ---- | ---- | ---- | ---- | ---- | ---- | ---- | ---- |
| 895  | 917  | 858  | 763  | 763  | 748  | 679  | 604  |

|  |